# The Testament of Sister New Devil
The Testament of Sister New Devil (新妹魔王の契約者?, Shinmai maō no tesutamento, lett. "Il testamento della nuova sorella demone") è una serie di light novel scritta da Tetsuto Uesu e illustrata da Nekosuke Ōkuma, edita da Kadokawa Shoten, sotto l'etichetta Kadokawa Sneaker Bunko, da settembre 2012. Un adattamento manga, edito in Italia da Panini Comics col titolo Sister Devil, ha iniziato la serializzazione sul Monthly Shōnen Ace di Kadokawa Shoten il 25 maggio 2013. Un altro manga è stato serializzato sul Young Animal Arashi di Hakusensha dal 7 febbraio 2014 al 6 maggio 2016. Un adattamento anime, prodotto da Production IMS, è stato trasmesso in Giappone tra il 7 gennaio e il 25 marzo 2015. Una seconda stagione è andata in onda dal 9 ottobre all'11 dicembre 2015.

## Trama
Lo studente al primo anno, Tōjō Basara, si sente chiedere di colpo dal padre se aveva detto di volere una sorellina, e da questa affermazione rimane allibito. Come se non bastasse, il suo eccentrico genitore gli dice che presto si risposerà. Poco dopo, il padre di Basara parte per un viaggio oltreoceano lasciando alle sue cure due bellissime sorellastre, Mio e Maria. Basara però non sa che la vera identità di Mio è quella di nuova Regina dei Demoni, mentre Maria è una succube. Così, per proteggerle, Basara decide di formare un contratto tra "padrone e servo" con Mio, che per sbaglio finirà per invertirsi e farlo diventare il nuovo "padrone". Ciò porterà il ragazzo a innumerevoli situazioni erotiche con Mio, la cui vita sarà messa costantemente a repentaglio sia dalle altre tribù demoniache sia dagli eroi.

## Personaggi
Tōjō Basara (東城 刃更?, Tōjō Basara)
Doppiato da: Yūichi Nakamura
Basara è, all'apparenza, un normale ragazzo, ma in realtà è un eroe appartenente alla tribù degli eroi che è stato bandito dal villaggio a causa di un grave incidente di cui non fu responsabile ma che costò la vita a diversi bambini quando lui stesso era ancora piccolo. Il suo enorme potere ereditato dal padre è chiamato anche Banishing Shift che consente di annullare qualsiasi cosa la sua spada colpisca. La sua spada è una spada demoniaca maledetta chiamata Bryhildlr, il cui spirito è quello di una potente valchiria che era solita raccogliere anime per il capo degli dèi. Se Basara perde il controllo di sé la spada assume il comando, trasformandolo in una macchina assassina spietata e solo Chisato è riuscita a calmarlo in questo stato. Basara, in realtà, non è semplicemente un eroe, la sua natura è infatti triplice perché ha avuto due madri naturali diverse. Colei che lo ha concepito insieme a suo padre Jin, un eroe, è Saphire, sorella minore di Wilbert, Re dei Demoni e padre di Mio e Maria, ma visto che un demone non poteva portare in grembo il figlio di un eroe, Basara venne trasferito nel grembo di un Angelo, Rafieline, cugina di Chisato. Basara, quindi, è figlio di un eroe, di un demone e di un angelo. Ciò lo rende cugino di primo grado di Maria e Mio e cugino di secondo grado di Chisato. Basara all'inizio era molto imbarazzo di dover fare tante cose erotiche con Mio per poterla calmare dall'influsso del contratto, ma col passare del tempo, della confidenza e di altre donne che vengono sottoposte al medesimo contratto si abitua e non prova più alcun imbarazzo.
Mio Naruse (成瀬 澪?, Naruse Mio)
Doppiata da: Ayaka Asai
Mio è la figlia del Re dei Demoni Wilbert, ritenuto ormai defunto, e quindi è la futura Regina dei Demoni, a causa di questo la sua vita è l'oggetto del desiderio omicida di molte tribù demoniache che desiderano eliminarla per acquisire i suoi immensi poteri sopiti di demone. Mio fa molta fatica a controllare i suoi poteri, che spesso emergono quando è sottoposta a forte stress emotivo, specie la rabbia. Mio è una ragazza buona e dolce, anche se traumatizzata visto il suo passato in cui i suoi due demoni che le fecero da genitori adottivi vennero barbaramente uccisi dinanzi a lei. La sua servitrice è Maria, una succuba che, in realtà, è anche la sua sorellastra. Mio è messa continuamente in imbarazzo dalla perversione della succuba e ciò non fa che peggiorare quando diventa la serva di Basara a causa del contratto "padrone e servo", che la costringe, essendo stato creato da una succuba, a farsi sottomettere da lui in modo erotico ogni qualvolta ci siano delle discordie tra loro. Mio inizialmente proverà solo un forte imbarazzo in queste situazioni, ma poi inizierà ad abituarsi a trarne piacere e ad innamorarsi di Basara.
Yuki Nonaka (野中 柚希?, Nonaka Yuki)
Doppiata da: Sarah Emi Bridcutt
Yuki è un'amica d'infanzia di Basara, legata molto a lui quando erano piccoli e venne salvata proprio da lui durante l'incidente mortale a seguito del quale lui e Jin vennero esiliati dal villaggio degli eroi. Ritrova Basara quando viene mandata come osservatrice di Mio dalla tribù degli eroi. Proprio come lui è un'eroina ed è anche innamorata di lui, tanto da trasferirsi a casa sua per poterlo tenere d'occhio, soprattutto per quella che considera la sua rivale in amore, cioè Mio. Yuki si sottopone a sua volta al contratto "padrone e servo" per non perdere contro Mio e ricevere le stesse sue attenzioni spinte.
Maria Naruse (成瀬 万理亜?, Naruse Maria)
Doppiata da: Kaori Fukuhara
Servitrice e sorellastra minore di Mio, è una succuba. Come tale, Maria trae il potere dalle situazioni erotiche e lei stessa ha una mentalità totalmente votata all'erotismo e a creare sempre più situazioni oscene tra Basara, Mio e le altre donne, compresa lei. Maria è innamorata di Basara, ma lo lascia a vedere meno delle altre a causa della sua fissazione per l'erotismo. A causa del suo rapporto con Maria e Basara e al suo carattere, Maria è spesso l'elemento comico del gruppo.
Jin Tōjō (東城 迅?, Tōjō Jin)
Doppiato da: Keiji Fujiwara
Yahiro Takigawa (滝川 八尋?, Takigawa Yahiro) / Lars (ラース?, Rāsu)
Doppiato da: Tomokazu Sugita
Kurumi Nonaka (野中 胡桃?, Nonaka Kurumi)
Doppiata da: Iori Nomizu
Sorella minore di Yuki, inizialmente nemica di Basara, Mio e della sorella a causa degli ordini della tribù, ma in poco tempo si schiera dalla loro parte e lascia il villaggio per trasferirsi a casa con loro. Proprio come la sorella si innamora di Basara e, nonostante non abbia ancora stipulato un patto "padrone e servo" con lui, si sottopone insieme alla sorella e alle altre alle medesime situazioni erotiche.
Takashi Hayase (早瀬 高志?, Hayase Takashi)
Doppiato da: Go Inoue
Chisato Hasegawa (長谷川 千里?, Hasegawa Chisato)
Doppiata da: Yū Asakawa
Infermiera della scuola frequentata da Basara, in realtà è sua cugina di secondo grado essendo sorella di Rafieline. Fu lei, dopo che la sorella venne bandita dal Cielo e imprigionata in un luogo sconosciuto, a portare Basara appena nato da Jin e a vegliare su di lui per oltre 15 anni. Chisato sembra una comune umana, ma in realtà è un angelo dotato di un potere immenso di nome Afureia che, per poter vivere sulla Terra, è stato sottoposto a notevoli restrizioni, ma che può essere liberato per un solo ed unico scopo: proteggere Basara. Quando rilascia il suo potere reale i suoi lunghi capelli neri diventano dorati ed è in grado di annientare Angeli di rango inferiore riducendoli al nulla con un solo colpo. Chisato mantiene segreta la propria identità con Basara per molto tempo prima di rivelargli la verità sulle sue due madri. Chisato, nonostante sia una donna adulta, è ancora vergine, come scoprirà Basara. Lei e Basara provano una fortissima attrazione fisica che giungerà più volte vicino ad essere realmente consumata fino in fondo. Chisato è la donna con cui Basara ha provato le cose più erotiche eccetto un rapporto completo. Quando lei si è proposta per fare un contratto "padrone e servo", Chisato ha dovuto creare una barriera in cui il tempo scorresse ad una velocità pari ad un millesimo rispetto al mondo reale per poter stipulare il patto, essendo lei una creatura divina e quindi molto più difficile da sottomettere per Basara. All'interno di tale barriera Basara e Chisato hanno trascorso un intero anno in cui Basara ha dovuto assumere una droga speciale creata da Maria per moltiplicarsi creando cinque copie di se stesso per poi fare cose erotiche contemporaneamente con la sola Chisato e solo alla fine ella è potuta diventare la serva di Basara. I due hanno anche provato ad avere un rapporto completo, ma si sono fermati quando Basara ha scoperto che la sua zona erogena più sensibile è l'imene. Chisato è totalmente innamorata di Basara, ma solo in sua compagnia sa mostrare il suo lato fanciullesco e geloso, e gli ha detto di considerarla la sua schiava sessuale.
Zest (ゼスト?, Zesuto)
Doppiata da: Seiko Yoshida
Zest è un demone creato da Zolgier, ha l'aspetto di una bellissima e prosperosa ragazza con un fisico statuario, la pelle scura e i capelli bianchi, oltre ad avere una coda e due orecchie supplementari, posizionate come delle corna, uguali a quelle di un coniglio. Nonostante sia schierata con i nemici non è cattiva e, dopo la morte di Zolgear, diventa una servitrice della madre di Maria, la quale poi la farà diventare serva di Basara, di comune accordo con quest'ultimo che già la considera un'amica. Zest è solita vestirsi da cameriera ed è molto accondiscendente nei confronti di Basara, tanto che lo aiuta quando questi si trova in situazioni erotiche con più ragazze "occupandosi" delle donne in più. Zest, quando è sottoposta al marchio del servitore, necessita di trovarsi in situazioni ancora più spinte per essere sottomessa visto che il contratto è stato creato dalla madre di Maria, molto più forte della figlia. Zest è innamorata di Basara ed è pronta a fare qualsiasi cosa per lui. La sua zona erogena più sensibile sono le orecchie. Zest, purtroppo, non può avere rapporti completi con Basara perché Zolgear, che aveva l'abitudine di fare l'amore con tutte le donne demoni che creava, l'ha generata in modo tale che, se avesse perso la verginità, avrebbe perduto i suoi poteri, così da resistere alla tentazione di toccare anche lei.
Shiba Kyōichi (斯波 恭一?, Kyōichi Shiba)
Doppiato da: Daisuke Hirakawa
Mamoru Sakazaki (坂崎 守?, Sakazaki Mamoru)
Doppiato da: Kenjirō Tsuda

## Media

### Light novel
La serie è stata scritta da Tetsuto Uesu con le illustrazioni di Nekosuke Ōkuma. Il primo volume è stato pubblicato da Kadokawa Shoten, sotto l'etichetta Kadokawa Sneaker Bunko, il 29 settembre 2012 e al 1º aprile 2018 ne sono stati messi in vendita in tutto dodici.
| Nº | Data di prima pubblicazione | Data di prima pubblicazione | Data di prima pubblicazione |
| Nº | Giapponese                  | Giapponese                  |                             |
| -- | --------------------------- | --------------------------- | --------------------------- |
| 1  | 29 settembre 2012           | ISBN 978-4-04-100495-1      |                             |
| 2  | 31 gennaio 2013             | ISBN 978-4-04-100670-2      |                             |
| 3  | 1º giugno 2013              | ISBN 978-4-04-100860-7      |                             |
| 4  | 1º novembre 2013            | ISBN 978-4-04-101061-7      |                             |
| 5  | 1º aprile 2014              | ISBN 978-4-04-101297-0      |                             |
| 6  | 1º settembre 2014           | ISBN 978-4-04-101433-2      |                             |
| 7  | 1º gennaio 2015             | ISBN 978-4-04-102268-9      |                             |
| 8  | 1º luglio 2015              | ISBN 978-4-04-102576-5      |                             |
| 9  | 1º dicembre 2015            | ISBN 978-4-04-103747-8      |                             |
| 10 | 1º febbraio 2017            | ISBN 978-4-04-103748-5      |                             |
| 11 | 1º novembre 2017            | ISBN 978-4-04-105173-3      |                             |
| 12 | 1º aprile 2018              | ISBN 978-4-04-106815-1      |                             |

### Manga

Copertina del primo volume dell'edizione italiana, raffigurante i protagonisti Basara e Mio

Un adattamento manga di Kashiwa Miyako è stato serializzato sulla rivista Monthly Shōnen Ace di Kadokawa Shoten dal 25 maggio 2013 al 26 aprile 2017. I vari capitoli sono stati raccolti in nove volumi tankōbon, pubblicati tra il 26 ottobre 2013 e il 25 luglio 2017. In Italia i diritti sono stati acquistati da Panini Comics per Planet Manga, mentre in America del Nord la serie è stata concessa in licenza a Seven Seas Entertainment.
| Nº | Data di prima pubblicazione                                    | Data di prima pubblicazione                                                 | Data di prima pubblicazione |
| Nº | Giapponese                                                     | Giapponese                                                                  | Italiano                    |
| -- | -------------------------------------------------------------- | --------------------------------------------------------------------------- | --------------------------- |
| 1  | 26 ottobre 2013                                                | ISBN 978-4-04-120879-3                                                      | 6 giugno 2015               |
| 2  | 26 febbraio 2014                                               | ISBN 978-4-04-121039-0                                                      | 31 luglio 2015              |
| 3  | 26 agosto 2014                                                 | ISBN 978-4-04-101902-3                                                      | 10 ottobre 2015             |
| 4  | 26 dicembre 2014                                               | ISBN 978-4-04-101907-8                                                      | 12 dicembre 2015            |
| 5  | 26 marzo 2015                                                  | ISBN 978-4-04-102789-9                                                      | 13 febbraio 2016            |
| 6  | 26 settembre 2015                                              | ISBN 978-4-04-102790-5                                                      | 16 aprile 2016              |
| 7  | 26 febbraio 2016 (ed. regolare) 26 gennaio 2016 (ed. limitata) | ISBN 978-4-04-102791-2 (ed. regolare) ISBN 978-4-04-102792-9 (ed. limitata) | 14 luglio 2016              |
| 8  | 26 agosto 2016                                                 | ISBN 978-4-04-104535-0                                                      | 23 marzo 2017               |
| 9  | 25 luglio 2017                                                 | ISBN 978-4-04-104536-7                                                      | 15 febbraio 2018            |

Copertina del primo volume dell'edizione italiana, raffigurante i protagonisti Mio e Basara

Un altro adattamento manga, intitolato Devil Sister Storm (新妹魔王の契約者・嵐！?, Shinmai maō no tesutamento: arashi!) e disegnato da Fumihiro Kiso, è stato serializzato sul Young Animal Arashi di Hakusensha dal 7 febbraio 2014 al 6 maggio 2016. I vari capitoli sono stati raccolti in cinque volumi tankōbon, pubblicati tra il 29 settembre 2014 e il 29 agosto 2016. In Italia i diritti sono stati acquistati da Panini Comics per Planet Manga mentre in America del Nord i diritti sono stati acquistati sempre da Seven Seas Entertainment.
| Nº | Data di prima pubblicazione | Data di prima pubblicazione | Data di prima pubblicazione | Data di prima pubblicazione |
| Nº | Giapponese                  | Giapponese                  | Italiano                    | Italiano                    |
| -- | --------------------------- | --------------------------- | --------------------------- | --------------------------- |
| 1  | 29 settembre 2014           | ISBN 978-4-592-14038-2      | 16 maggio 2019              | ISBN 978-88-912-8803-5      |
| 2  | 27 febbraio 2015            | ISBN 978-4-592-14039-9      | 20 giugno 2019              | ISBN 978-88-912-8853-0      |
| 3  | 26 settembre 2015           | ISBN 978-4-592-14040-5      | 18 luglio 2019              | ISBN 978-88-912-8914-8      |
| 4  | 29 gennaio 2016             | ISBN 978-4-592-14093-1      | 22 agosto 2019              | ISBN 978-88-912-8950-6      |
| 5  | 29 agosto 2016              | ISBN 978-4-592-14094-8      | 19 settembre 2019           | ISBN 978-88-912-9003-8      |

### Anime
Annunciato sul numero di maggio 2014 del Monthly Dragon Age di Kadokawa Shoten, un adattamento anime, prodotto da Production IMS e diretto da Hisashi Saitō, è andato in onda dal 7 gennaio al 25 marzo 2015. Le sigle di apertura e chiusura sono rispettivamente Blade of Hope delle sweet ARMS e Still Sis di Kaori Sadohara. Un episodio OAV è stato pubblicato in allegato all'ottavo volume delle light novel il 1º luglio 2015. In varie parti del mondo gli episodi sono stati trasmessi in streaming in simulcast, anche coi sottotitoli in lingua italiana, da Crunchyroll, mentre in Australia e Nuova Zelanda i diritti di streaming e distribuzione home video sono stati acquistati da Madman Entertainment.
Una seconda stagione dal titolo The Testament of Sister New Devil Burst (新妹魔王の契約者 BURST?, Shinmai maō no tesutamento burst), anch'essa trasmessa e sottotitolata in italiano da Crunchyroll, è andata in onda dal 9 ottobre all'11 dicembre 2015. Un altro episodio OAV è stato pubblicato insieme all'edizione limitata del settimo volume del manga il 26 gennaio 2016. Un terzo OAV è uscito il 28 marzo 2018.

#### Episodi
| Nº       | Titolo italiano Giapponese 「Kanji」 - Rōmaji                                                                                   | In onda          | In onda |
| Nº       | Titolo italiano Giapponese 「Kanji」 - Rōmaji                                                                                   | Giapponese       |         |
| 1        | Il giorno in cui ho ricevuto una sorellina 「妹ができた日」 - Imōto ga dekita hi                                                | 7 gennaio 2015   |         |
| 2        | Primo contratto tra servo e padrone 「初めての主従契約」 - Hajimete no shujū keiyaku                                            | 14 gennaio 2015  |         |
| 3        | L'incontro e la mancanza di fiducia 「再会と信頼の狭間」 - Saikai to shinrai no hazama                                          | 21 gennaio 2015  |         |
| 4        | Finché la tristezza non raggiungerà lo zero 「悲しみがゼロになるまで」 - Kanashimi ga zero ni naru made                         | 28 gennaio 2015  |         |
| 5        | Servigi demoniaci mattutini da parte della sorellina 「朝の妹の魔王無双」 - Asa no imōto no maō musō                            | 4 febbraio 2015  |         |
| 6        | Sentimenti crescenti 「募る思いを抱えて」 - Tsunoru omoi o kakaete                                                              | 11 febbraio 2015 |         |
| 7        | Gli abissi dell'amore e dell'odio 「恩讐の果てに」 - Onshū no hate ni                                                           | 18 febbraio 2015 |         |
| 8        | Una succube sexy fuori controllo 「暴走のエロサキュバス」 - Bōsō no ero sakyubasu                                               | 25 febbraio 2015 |         |
| 9        | Pro e contro del patto servo-padrone 「主従の功罪」 - Shujū no kōzai                                                            | 4 marzo 2015     |         |
| 10       | Tradimento straziante 「哀切なる背信」 - Aisetsunaru haishin                                                                    | 11 marzo 2015    |         |
| 11       | Spionaggio… Ciò che si nasconde dietro 「諜報者…その先にあるもの」 - Esupionāji… Sono saki ni aru mono                          | 18 marzo 2015    |         |
| 12       | Per questa notte, per questo momento 「この夜、このときのために」 - Kono yoru, kono toki no tame ni                             | 25 marzo 2015    |         |
| 13 (OAV) | 「東城刃更のハードスウィートな日常」 - Tōjō Basara no Hādo Suwīto na nichijō – "La dura e dolce vita quotidiana di Tōjō Basara" | 22 giugno 2015   |         |

Seconda stagione
| Nº       | Titolo italiano Giapponese 「Kanji」 - Rōmaji                                                                                      | In onda          | In onda |
| Nº       | Titolo italiano Giapponese 「Kanji」 - Rōmaji                                                                                      | Giapponese       |         |
| 1        | Ciò che io posso fare per te 「あなたの為にできる事を」 - Anata no tame ni dekiru koto o                                           | 9 ottobre 2015   |         |
| 2        | I sospetti alimentati dai misteri 「深まる疑惑と謎の中で」 - Fukamaru giwaku to nazo no naka de                                    | 16 ottobre 2015  |         |
| 3        | I sentimenti preziosi che provo per te 「譲れない想いを君と」 - Yuzurenai omoi o kimi to                                           | 23 ottobre 2015  |         |
| 4        | Le trame si intrecciano 「絡み合う思惑の中で」 - Karamiau omowaku no naka de                                                       | 30 ottobre 2015  |         |
| 5        | Tra il vento che soffia sul campo di battaglia 「吹き抜ける戦場の風の中を」 - Fukinukeru senjō no kaze no naka o                   | 6 novembre 2015  |         |
| 6        | Tra realtà e prospettiva 「己の真実と現実の狭間で」 - Onore no shinjitsu to genjitsu no hazama de                                  | 13 novembre 2015 |         |
| 7        | L'intreccio e i desideri 「絡み合う思惑と欲望の狭間で」 - Karamiau omowaku to yokubō no hazama de                                  | 20 novembre 2015 |         |
| 8        | Coloro che si sfidano per il futuro 「未来へと挑む者たち」 - Mirai e to idomu monotachi                                            | 27 novembre 2015 |         |
| 9        | Oltre il sogno infinito 「見果てぬ夢のその先に」 - Mihatenu yume no sono saki ni                                                   | 4 dicembre 2015  |         |
| 10       | Le conseguenze della decisione che deve essere presa 「果たすべき意思の後先」 - Hatasubeki ishi no atosaki                         | 11 dicembre 2015 |         |
| 11 (OAV) | 「東城刃更の至極平和な日常」 - Tōjō Basara no shigoku heiwana nichijō – "La vita quotidiana perfettamente pacifica di Tōjō Basara" | 26 gennaio 2016  |         |

OAV
| Nº | Titolo italiano Giapponese 「Kanji」 - Rōmaji                                                                       | Prima edizione | Prima edizione |
| Nº | Titolo italiano Giapponese 「Kanji」 - Rōmaji                                                                       | Giapponese     |                |
| 1  | The Testament of Sister New Devil Departures 「新妹魔王の契約者 DEPARTURES」 - Shinmai maō no keiyakusha DEPARTURES | 28 marzo 2018  |                |